# 澱の中
『澱の中』（おりのなか）は、あむによる日本の漫画。『週刊ヤングマガジン』（講談社）にて、2025年13号より連載中。

## 沿革
2025年2月25日から連載開始。原稿の質と作者の健康の担保のため、基本4回掲載後1週休載する。
単行本第1巻が発売された際には、押見修造からコメントが寄せられた。

## あらすじ
昼は職場で仲のいい同僚と趣味の話をして夜は同人のエロ絵を描いてオナニーに励んでいた童貞五味次郎にとってセックスは縁遠いものだった。しかしそんな職場に黒髪ロングヘア眼鏡巨乳の新入社員夢空黒子が現れて生活は一変する。彼女への想いから次郎は彼女のあるものに手を出してしまう。

## 登場人物
五味 次郎（ごみ じろう）
男性。29歳。黒髪短髪。9年近く工場に勤務している。昼は職場で同僚と趣味の話をして夜は同人のエロ絵を描いてオナニーに励んでいた。新入社員で来た女性黒子の使用済みナプキンに興味を持って毎月盗んでオナニーするようになった。そんな中、黒子に飲み会へ誘われる。
夢空 黒子（ゆめはら くろこ）
女性。26歳。黒髪ロングヘア眼鏡巨乳童顔でコンタクトをつけてることもある。次郎らが働いていた工場に新入社員としてやってきて紅一点だったので一躍社内で人気となる。電車内でよく痴漢を受けている。社内でセクハラまがいの行為を受けた時、次郎に助けられて彼に好意を持つが、トイレの使用済みナプキンがなくなっているのに不審を抱き小型カメラを設置して犯人が次郎とわかって彼を心の中で軽蔑する。

## 用語
北横尾工務店（きたよこおこうむてん）
次郎らが働く工場。黒子以外は基本男性のみ働いている
愛園らびゅ
次郎が好きなアニメキャラ。エロい二次創作がほとんどないので次郎が自ら描いてオカズにしている。

## 書誌情報
- あむ『澱の中』講談社〈ヤンマガKCスペシャル〉、既刊1巻（2025年6月6日現在）
  1. 2025年6月6日発売[3][4]、ISBN 978-4-06-538788-7